# Ocotea scandens
Ocotea scandens är en lagerväxtart som beskrevs av André Joseph Guillaume Henri Kostermans. Ocotea scandens ingår i släktet Ocotea och familjen lagerväxter. Inga underarter finns listade i Catalogue of Life.